# 5G NR
5G NR（英語: 5G New Radio、ファイブジーニューレイディオ、ファイブジーエヌアール）は、第5世代移動通信システム（5Gモバイルネットワーク）用に3GPPによって仕様策定された新しい無線アクセス技術 (Radio Access Technology: RAT)。5Gネットワークにおける無線接続の世界標準となる予定である。 
3GPP仕様シリーズ38でLTEの後継となる5G NRの背景にある技術的詳細を規定している。 
3GPP内の5G NRに関する研究は2015年に始まり、2017年末までに最初の仕様リリースが公開された。3GPP標準化プロセスの進行中、5G NRの最初の大規模な商業サービス開始が2019年に起こるだろうという予想に基づき、業界はドラフト標準に準拠したインフラストラクチャーを実装するための努力をすでに始めていた。

## 周波数帯
5G NRの周波数帯は、2つの異なる周波数範囲に分割されている。450 MHz - 6 GHzの周波数帯 (Frequency Range 1: FR1) と、24.250 GHz - 52.600 GHzの周波数帯 (Frequency Range 2: FR2) である。

## 日本の状況
| オペレータ            | FR1 | FR1 | FR1 | FR1 | FR1 | FR1 | FR1 | FR1 | FR1 | FR1 | FR1 | FR1 | FR1 | FR1 | FR1 | FR1 | FR1 | FR1 | FR1 | FR1 | FR1 | FR1 | FR1 | FR1 | FR1 | FR1 | FR1 | FR1 | FR1 | FR1 | FR1 | FR1 | FR1 | FR1 | FR1 | FR2  | FR2  | FR2  | FR2  | FR2  | FR2  | FR2  |
| オペレータ            | n1  | n2  | n3  | n5  | n7  | n8  | n12 | n13 | n14 | n18 | n20 | n24 | n25 | n26 | n28 | n30 | n34 | n38 | n39 | n40 | n41 | n46 | n47 | n48 | n50 | n51 | n53 | n65 | n66 | n70 | n71 | n74 | n77 | n78 | n79 | n257 | n258 | n259 | n260 | n261 | n262 | n263 |
| --------------------- | --- | --- | --- | --- | --- | --- | --- | --- | --- | --- | --- | --- | --- | --- | --- | --- | --- | --- | --- | --- | --- | --- | --- | --- | --- | --- | --- | --- | --- | --- | --- | --- | --- | --- | --- | ---- | ---- | ---- | ---- | ---- | ---- | ---- |
| NTTドコモ             | ○   |     |     |     |     |     |     |     |     |     |     |     |     |     | ○   |     |     |     |     |     |     |     |     |     |     |     |     |     |     |     |     |     |     | ○   | ○   | ○    |      |      |      |      |      |      |
| KDDI 沖縄セルラー電話 |     |     | ○   |     |     |     |     |     |     |     |     |     |     |     | ○   |     |     |     |     | ○   | ○   |     |     |     |     |     |     |     |     |     |     |     | ○   | ○   |     | ○    |      |      |      |      |      |      |
| ソフトバンク          | ○   |     | ○   |     |     |     |     |     |     |     |     |     |     |     | ○   |     |     |     |     |     | ○   |     |     |     |     |     |     |     |     |     |     |     | ○   |     | ○   | ○    |      |      |      |      |      |      |
| 楽天モバイル          |     |     |     |     |     |     |     |     |     |     |     |     |     |     |     |     |     |     |     |     |     |     |     |     |     |     |     |     |     |     |     |     | ○   |     |     | ○    |      |      |      |      |      |      |

## ネットワーク
商用5G NRネットワークを立ち上げた最初の通信事業者はカタールのOoredooで、2018年5月に開始した。世界中の他のキャリアがこれに追随している。

## 開発
2018年、3GPPはリリース15を公開した。これは5G NR規格の標準化「フェーズ1」と言えるものを含んでいた。3GPPは2019年末までに5G NRの「フェーズ2」を含むリリース16を発行する予定である。

## 展開方式
5Gコアネットワークでのスタンドアローン (SA) モードが成熟するまで、5G NRサービスでは既存のLTE 4Gインフラストラクチャに依存する非スタンドアローン (NSA) モードが選ばれるだろうと予想される。 

### 非スタンドアローンモード (NSA)
NSAモードでは、コントロールプレーン（制御信号）については既存のLTEネットワークの制御機能に依存し、5G NRはもっぱらユーザープレーン（ユーザデータ信号）を担当する。この方式の利点は5Gの採用をより早く行えることだが、いくつかの通信事業者とベンダーはそれがSAモードの実装を妨げるかもしれないという理由でNSAモードの導入を優先することを批判した。 

### スタンドアローンモード (SA)
5G NRのSAモードでは、コントロールプレーン、ユーザープレーンの両方に5G基地局を使用する。4G LTEのコアネットワークに頼らず新しい5Gコアネットワークのみ使用するため、LTEネットワークなしで5Gの展開を可能にする。低コスト、高効率、そして新しいユースケースの開発の手助けとなることが期待されている。 

## サブキャリア間隔
NRは5つの異なるサブキャリア間隔をサポートする。 
- 15 kHz：LTEと同じ、1ミリ秒のスロット期間に対応する。FR1で利用可能。
- 30 kHz：スロット持続時間0.5ミリ秒。FR2で利用可能。
- 60 kHz：スロット持続時間0.25ミリ秒。通常のCyclic Prefix (CP) と拡張CPの両方を60 kHzで使用できる。FR1とFR2の両方で利用可能。
- 120 kHz：スロット持続時間0.125ミリ秒。これはデータパスの最大サブキャリア間隔である。FR2で利用可能。
- 240 kHz：スロット期間0.0625ミリ秒。同期信号ブロック (SSB) を使用した検索および測定目的でのみ使用できる。FR2で利用可能。

CPの長さはサブキャリア間隔に反比例する。15 kHzで4.7マイクロ秒、および240 kHzで4.7÷16=0.29マイクロ秒。 